# Visar Zhiti
Visar Zhiti (ur. 2 grudnia 1952 w Durrësie) – poeta, prozaik dziennikarz i tłumacz albański.

## Życiorys
Był synem aktora i poety Hekurana Zhitiego. Urodził się w Durrësie, ale dorastał w mieście Lushnja, gdzie ukończył szkołę średnią. Po ukończeniu studiów pedagogicznych w Szkodrze rozpoczął pracę nauczyciela w Kukësie. W tym okresie opublikował pierwsze swoje utwory w magazynach literackich. W 1973 przygotował do druku tomik Rapsodia e jetës së trëndafilave (alb. Rapsodia z życia róż). Przekazał go do wydawnictwa Naim Frashëri w czasie, kiedy rozpoczynała się czystka, do której doszło po IV Plenum APP (określana jako czystką liberałów). Zhiti, którego ojciec już wcześniej był krytykowany przez władze partyjne stał się jednym z kozłów ofiarnych. Manuskrypt przekazany do wydawnictwa stał się głównym dowodem w sprawie, świadczącym jakoby Zhiti popełnił ideologiczne błędy i odszedł od obowiązującej formuły socrealizmu. Uznany za przez władze partyjne za winnego antykomunistycznej agitacji nie doczekał się obrony ze strony środowiska literatów. W październiku 1979 został potępiony przez to środowisko.
Aresztowany 8 listopada 1978 w Kukësie, gdzie cały czas uczył w szkole był przez kilka miesięcy trzymany w areszcie śledczym. W tym okresie nadal pisał wiersze. Na procesie, który odbył się w kwietniu 1980 został skazany na 13 lat więzienia. Początkowo karę odbywał w Tiranie, a następnie w obozach pracy w Spaçu i w Qafë-Barze. Uwolniony 28 stycznia 1987 otrzymał zgodę na pracę w cegielni w Lushnji, gdzie pozostał pod ścisłym nadzorem Sigurimi do 1990 r.
Jesienią 1991 V.Zhiti wyjechał do Włoch i pracował w Mediolanie do lipca 1992. Rok później otrzymał stypendium fundacji Heinricha Bölla, co umożliwiło mu wyjazd do Niemiec, a w 1994 do USA. Po powrocie do Albanii pracował jako dziennikarz, aby po krótkim czasie stanąć na czele wydawnictwa Naim Frashëri, a następnie podjąć pracę w kancelarii parlamentu Albanii. W tym czasie dzielił biuro z jednym z pisarzy, którzy go oskarżali w 1979 r.
W wyborach parlamentarnych 1996 V. Zhiti zdobył mandat deputowanego, ale zdegustowany jakością życia politycznego szybko wycofał się z czynnej działalności politycznej. W 1997 r. został attaché kulturalnym w ambasadzie albańskiej w Rzymie, gdzie pracował do 1999. W tym czasie powrócił do intensywnej twórczości literackiej, powracając w swojej twórczości do okresu uwięzienia. W 1999 r. W 2015 został wybrany ambasadorem Albanii przy Stolicy Apostolskiej.
Jest żonaty (żona Edlira), miał syna Atjona (zm. 2014). Mieszka w Chicago.

## Twórczość
Jest autorem siedmiu tomików wierszy i trzech powieści. 110 wierszy, które znalazły się w tomiku, opublikowanym w 1994 to w większości utwory powstałe w okresie uwięzienia, które zachowały się w pamięci poety albo w jego zapiskach z tego okresu. Tomik wydany w 2000 r. poświęcił wydarzeniom w Kosowie. Był tłumaczony na język włoski. Za swoje dzieła otrzymał kilka prestiżowych nagród, w tym włoską Leopardi d’oro, a w 1997 nagrodę Ada Negri. Jest członkiem Międzynarodowej Akademii Sztuk Alfonso Grassiego i Europejskiej Akademii Nauk i Sztuk.
W dorobku Zhitiego znajdują się także tłumaczenia dzieł Matki Teresy z Kalkuty, Federico Garcii Lorki i Mario Luziego.

### Antologie
- Lajmëtarët e vrarë: antologji: portrete, poezi e prozë (Zamordowani posłańcy: antologia: portrety, poezja i proza), Tirana 2014

### Poezja
- Kujtesa e ajrit (Pamięć powietrza), Tirana 1993.
- Hedh një kafkë te këmbët tuaja (Rzucam czaszkę do twych stóp), Tirana 1994.
- Mbjellja e vetëtimave (Rozsiewanie błyskawic), Skopje 1994.
- Dyert e gjalla (Żywe drzwi), Tirana 1995.
- Kohë e vrarë në sy (Czas zamordowany w oku), Prisztina 1997.
- Si shkohet në Kosovë (Gdzie jest droga do Kosowa), Tirana 2000.
- Rrugët e ferrit: burgologji (Droga do piekła: burgologja), Tirana 2001.
- Thesaret e frikës (Skarbce strachu), Tirana 2005.
- Dorëshkrimet e fshehta të burgut: poezi, Tirana 2021.

### Proza
- Këmba e Davidit (Noga Dawida), Tirana 1996
- Valixhja e shqyer e përrallave (Walizka pełna bajek), Prisztina 1997.
- Ferri i çarë: roman i vërtetë (Pęknięte piekło: prawdziwa powieść), Tirana 2002.
- Funerali i pafundmë: roman (Niekończący się pogrzeb), Tirana 2003.
- Perëndia mbrapsht dhe e dashura, Tirana 2004.
- Shekull tjetër: tregime, Tirana 2008 (Inny wiek, opowiadania)
- Në kohën e britmës, Tirana 2009 (Czas krzyku, powieść)

### Krytyka literacka
- V.V. dhe një vrasje e munguar : sprovë me biseda të ndërprera, copa dokumentesh, letra dhe poezi, Tirana 2006
- Panteoni i nëndheshëm ose Letërsia e dënuar: avitje për të kaluar murin, Tirana 2010